# Kamienica przy ulicy Kościuszki 45 w Katowicach
Kamienica przy ulicy T. Kościuszki 45 (w latach 1913–1922 Beatestraße 45; w latach 1939–1945 Höferstraße 45) – narożna kamienica mieszkalno-usługowa znajdująca się w Śródmieściu Katowic, przy ulicy Tadeusza Kościuszki (dawniej Beatestraße), róg z ulicą Józefa Rymera.

## Historia

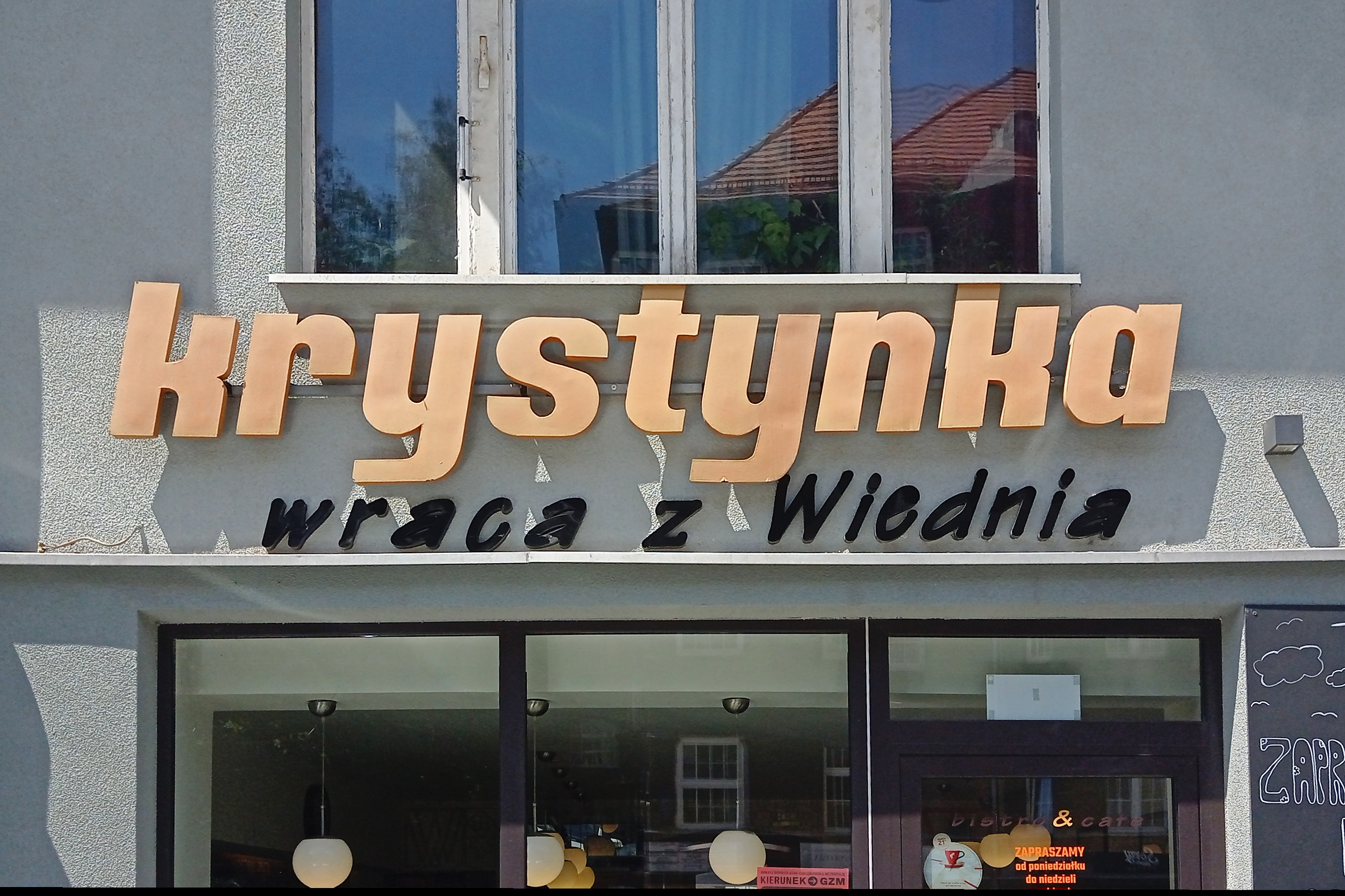
Szyld kawiarni „Krystynka”

Obiekt pochodzi z 1914 roku. Architektem był Georg Zimmermann, a inwestorem Hans Zimmermann. Na parterze od strony ul. Kościuszki znajdowały się lokale usługowe, a na wyższych kondygnacjach mieszkania. Właścicielami kamienicy byli między innymi w 1914 roku – Hans Zimmermann (większość dokumentów, w tym również z początku budowy, jest sygnowana podpisem Georga Zimmermanna z jego odręczną adnotacją „z up. H. Zimmermanna lub pod pieczęcią „H. Zimmermann, Biuro Techn.”; ponadto w księgach adresowych Katowic z 1913 i 1914 roku nie ma mieszkańca o imieniu i nazwisku Hans Zimmermann, Georg Zimmermann zamieszkiwał wtedy przy Bismarckstr. 6), w 1929 roku – Georg (Jerzy) i Jadwiga Zimmermann, zaś w latach 1935/1936 – Jerzy Zimmermann, budowniczy, który sam mieszkał tu w lokalu nr 3.
W różnych okresach w budynku znajdowały się (od strony ulicy T. Kościuszki): wytwórnia szablonów malarskich (1935, wł. Paweł Sośnitza, Alojzy Kozak), Fabryka majonezów i sałatek mięsnych „Majsa”  Sp. z o.o. (1934),  Pracownia Obuwia Ludwik Wieczorek (1934), salon kapeluszy Skorupowa (1935/1936), Biuro Buchalteryjno-Finansowe Alojzego Rolewskiego (1935/1936), Sklep z owocami (1936, wł. Wacław Krak), „Aluna-Reflex” Ekspresowe reprodukcje, powiększenia, fotokopie i światłokopie (1941, wł. Viktor Borgiel). Na parterze znajdowała się kawiarnia „Marta“ (1935/1936, wł. Marta Schymik), po wojnie zaś „Mała Kawiarenka” (1945, wł. Karolina Filar), następnie funkcjonująca jako kawiarnia „Krystynka wraca z Wiednia”.